# Alamhuset
Alamhuset är en byggnad i Esfahan i Iran. Den uppfördes på 1700-talet av Qajardynastin. Huset har en gård, som på varje sida är omgiven av bostadsutrymmen. Det finns två rum på de hallens sida. I denna hall finns det stuckatur och dekorationer med speglar. Den södra delen av huset är en smal och lång matsal, som har ett målat fönster. Östra och västra delarna har identiska planlösningar.